# Der Roland von Berlin (opera)
Der Roland von Berlin är en opera (historiskt drama) i fyra akter med musik av Ruggero Leoncavallo. Librettot skrevs av tonsättaren efter Willibald Alexis historiska roman med samma namn (1840).

## Historia
Vid premiären den 13 december 1904 på Berliner Staatsoper framfördes operan i en tysk översättning av Georg Dröscher. Huvudrollerna sjöngs av Emmy Destinn (Elsbeth), Geraldine Farrar (Eva), Wilhelm Grüning (Henning), Baptist Hoffmann (Rathenow) och Paul Knüpfer (Frederick). Dirigent var Karl Muck.
Premiären i Italien skedde på Teatro di San Carlo i Neapel påföljande månad, där operan sjöngs på italienska med titeln Rolando

## Personer
- Kurfursten Friedrich, Markgreve av Brandenburg (Bas)
- Konrad von Knipprode, en riddare i hans tjänst (Bas)
- Johannes Rathenow, Borgmästaren i Berlin (Baryton)
- Elsbeth, hans dotter (Sopran)
- Gertrud, Rathenows syster (Alt)
- Thomas Wintz, en rådman i Berlin (Baryton)
- Bartholomäus Schumm, rådman i Köln (Bas)
- Melchior och Eva, hans barn (Sopran, Baryton)
- Blankenfelde, Borgmästaren i Köln (Tenor)
- Bergholz, en rådman i Köln (Baryton)
- Henning Moller, vävare (Tenor)
- Hans Ferbit, en barberare (Bas)
- Civile Baruch, en jude (Tenor)
- Makensprung, en gammal handlare (Bas)
- Mathäus, Rathenows tjänare (Bartton)

## Handling
Vävaren Mollner älskar borgmästarens dotter, men relationen hindras av de sociala klasserna. Kurfursten kommer förklädd till staden. Han belägrar staden i väntan på att inta den. Under belägringen visar Mollner hjältemod men dör.